# Ecaterina Lung
Ecaterina Lung (n. 2 decembrie 1967) este un medievist român, Prodecan al Facultății de Istorie din cadrul Universității București între 2008-2012, actualmente director al Centrului de Studii Medievale al Universității din București. 

## Educație și formare
După absolvirea Facultății de Istorie din cadrul Universității București a fost angajată la Muzeul Țăranului Român unde, sub conducerea lui Horia Bernea a făcut parte din echipa care a realizat expoziția de bază a muzeului (Expunerea „Crucea”). Din 1995 a devenit cadru didactic la Facultatea de Istorie a Universității București, la Catedra de Istorie Universală (1995 asistent, 2000 lector, 2004 conferențiar, 2009 profesor). 
Și-a continuat studiile la Ecole Doctorale Régionale en Sciences Sociales de la București și la Université Libre de Bruxelles[nefuncțională]
, Belgia. A obținut doctoratul în anul 2000, cu teza „Ideologii și modele politice la cronicarii secolelor VI-VIII din Occident și Bizanț”, publicată în 2001. A beneficiat de stagii de documentare în Luxemburg, Belgia și Franța. Între 2001-2002 a fost cercetător invitat la Institut d’Histoire du Christianisme, Université Jean Moulin - Lyon III[nefuncțională]
, Franța.

## Preocupări
În cadrul Facultății de Istorie predă cursuri de istoria evului mediu occidental, urmărind, în special, probleme ale raporturilor dintre biserică și autoritatea politică, aspecte ale istoriografiei medievale, raporturile de gen (gender studies). O altă direcție de interes este reprezentată de istoria culturală (cultural history), domeniu în plină expasiune pe plan internațional.

## Studii
- 2000 doctorat în istorie, Universitatea București. Teza: Ideologii și modele politice la istoricii din Occident și Bizanț (sec. VI-VIII)
- 1996, D.E.A. în istorie, Université Libre de Bruxelles
- 1995, École Doctorale Régionale en Sciences Sociales, București
- 1991, Facultatea de Istorie, Universitatea București

## Afilieri profesionale
- Expert CNCSIS
- Expert ARACIS
- Expert AFCN
- Membru în Committee of the International Society for Cultural History

## Stagii de documentare și cercetare
- martie-august 2006, Institut d’Histoire du Christianisme, Université Jean Moulin, Lyon 3, Lyon, Franța
- martie-august 2004, Institut d’Histoire du Christianisme, Université Jean Moulin, Lyon 3, Lyon, Franța
- octombrie 2001-octombrie 2002, Institut d’Histoire du Christianisme, Université Jean Moulin, Lyon 3, Lyon, Franța (cercetător invitat)
- mai-iunie 2001, Université Libre de Bruxelles, Belgia
- iulie 1999, Istituto Romeno di Cultura e Ricerca Umanistica, Veneția, Italia
- octombrie-decembrie 1997, Université Libre de Bruxelles, Belgia
- octombrie 1995-mai 1996, Université Libre de Bruxelles, Belgia
- ianuarie-februarie 1994, Musée National d'Art, Luxembourg, Marele Ducat al Luxemburgului

## Publicații

### Cărți
- Istoria culturală. Origini, evoluții, tendințe, Editura Universității din București, 2009, 242 p.
- Civilizație și cultură în Evul Mediu, în colaborare cu Gheorghe Zbuchea, București, 2008, 256 p.[3]
- Mentalități și cultură în Evul Mediu, București, 2007, 200 p.
- Structuri etno-politice și economico-sociale în evul mediu (ediția a II-a revăzută și adăugită a lucrării Europa Medievală (secolele V-XV), în colaborare cu Gheorghe Zbuchea, București, 2007, 300 p.
- Europa Medievală (secolele V-XV), în colaborare cu Gheorghe Zbuchea, București, 2003, 300 p.
- Istoricii si politica la începuturile Europei medievale, Editura Universității București, 2001, 350 p.[4]

### Manuale
- Istorie. Manual pentru clasa a XII-a, Editura Corint, 2007 (în colaborare cu Zoe Petre, Carol Capiță, Florin Țurcanu, Laurențiu Vlad, Ligia Livadă, Alin Ciupală, Sorin Andreescu, Ecaterina Stănescu)
- Stat și societate în evul mediu, (în colaborare cu Lukacs Antal), manual pentru Învățământul Rural, Ministerul Educației și Cercetării, București, 2005, 200 p.
- Sinteze: Istorie anul I. Anexe, (coautor), manual universitar pentru învățămîntul la distanță, Editura Fundației România de Mâine, București, 2005.
- Istorie. Manual pentru clasa a IX-a, Editura Corint, 2004 (în colaborare cu Zoe Petre, Carol Capiță, Daniela Zaharia, Cristian Olariu, Ion Grossu).
- Istorie medie universală (secolele V-XV), manual universitar pentru învățămîntul la distanță, Centrul Credis pentru Invățămînt la Distanță, Universitatea București, 2003, 122 p.
- Sinteze: Istorie, (coautor), manual universitar pentru învățămîntul la distanță, Editura Fundației România de Mâine, București, 2003.
- Istorie. Manual pentru clasa a IX-a, Editura Rao, 1999 (in colaborare cu Alexandru Barnea, Carol Căpiță, Florica Bohâlțea, Alexandru Madgearu), lectia 6.5; capitolele 7; 10; 11; 12.

### Capitole de cărți publicate în România
- Allies and Enemies: Barbarians in the Byzantine Historical Works of the 6th-9th Centuries, in „Amitié versus Hostilité au Moyen Âge”, sous la direction de Luminița Diaconu, Mihaela Voicu, collecția Medievalia, 4, Editura Universității din București, 2013, p. 89-106.
- Învățământul: cunoaștere și comercializare, in "Capitalism si democratie. Principii, structuri, evolutie", ed. Alexandru Mamina,  Editura Cetatea de Scaun, Tărgoviște, 2013, p. 153-178.
- Istoriografie și ideologie. Direcții semnificative în secolul al XX-lea, in “Armele Atenei”, ed. Vlad Nistor, Daniela Zaharia, ed. Tritonic, 2013, p. 475-491.
- Le modèle impérial dans le royaumes barbares de l’Occident. Le cas franc, in Luminita Diaconu, Mihaela Voicu, „Représentations de l’autorité au Moyen Âge”, Universitatii din Bucuresti, 2011, p. 49-58.
- Reprezentări ale femeilor în istoriografia bizantină, secolele VI-IX, în “De la fictiv la real. Imaginea, imagologia, imaginarul”, coord. Andi Mihalache si Silvia Marin-Barutchieff, Editura Universitatii Al. Ioan Cuza, Iasi, 2010, p. 233-242.

## Studii și articole - selectie
- L’Histoire culturelle en Roumanie,  în Philippe Poirrier (dir.), « L'histoire culturelle : un tournant de l'historiographie mondiale ? », Dijon, Editions universitaires de Dijon, 2008, p. 141-160.[5]
- Aspecte ale modernizării istoriografice: Istoria mentalităților în România, în „Schimbare și devenire în istoria României”, Lucrările conferinței Internaționale Modernizarea în România în secolele XIX-XXI, Cluj-Napoca, 21-24 mai 2007, coord. Ioan Bolovan, Sorina Paula Bolovan, Academia Română, Centrul de Studii Transilvane, Cluj-Napoca, 2008, p. 353-370
- O nouă paradigmă istoriografică : istoria culturală,  « Studii și materiale de Istorie Modernă », vol. XX, 2007, p. 43-60.
- Le métropolite roumain Antim Ivireanu (?-1716) et son projet utopique de la famille, « Chrétiens et sociétés 16e-20e siècles », édité par Centre André Latreille, Université Lumière-Lyon 2, Institut d’Histoire du Christianisme, Université Jean Moulin-Lyon 3, no. 14, 2007, p. 23-45.
- L’image de la ville chez les historiens byzantins de l’antiquité tardive, în « Imaginând istorii », éd. Simona Corlan Ioan, Ovidiu Bozgan, Daniela Zaharia, Editura Universității București, 2006, p. 59-78.
- L’imaginaire géographique chez les historiens du Haut Moyen Âge, în « Imaginaire des points cardinaux. Aux quatre angles du monde », sous la direction de Michel Viegnes, Editions Imago, Paris, 2005, p. 338-348
- L’Eglise, L’Etat et le control du mariage dans les Principautés Roumains aux 16e-17e siècle, « Chrétiens et sociétés 16e-20e siècles », no. 10, 2003, p. 23-45, editat de Centre André Latreille, Université Lumière-Lyon 2, Institut d’Histoire du Christianisme, Université Jean Moulin-Lyon 3
- Les Italiens dans les œuvres des historiens byzantins du Haut Moyen Âge, « Quaderni del Istituto Romeno di Cultura e Ricerca Umanistica », Venetia, no. 2, 2003, p. 36-48.
- « Religion, State and Society in Romanian History Textbooks », în « Clio in the Balkans. The Politics of History Education”, ed. Christina Koulouri, Center for Democracy and Reconciliation in Southeast Europe, Thessaloniki, 2002, p. 330-338.

## Alte contribuții
- Colaborator in cadrul expozitiei Săptămâna Patimilor și Învierea Mântuitorului în miniaturile medievale, organizată în Facultatea de Istorie în perioada 25 martie - 28 mai 2009.